# Сектор круга

Сектор круга закрашен зелёным

Сектор круга — часть круга, ограниченная дугой и двумя радиусами, соединяющими концы дуги с центром круга.

## Свойства
- Площадь плоского сектора: {\displaystyle S={\frac {r\cdot L}{2}}={\frac {r^{2}{\boldsymbol {\alpha }}}{2}}={\frac {\pi r^{2}\theta }{\displaystyle {360^{\circ }}}}} ,
 где {\displaystyle \theta } — центральный угол в градусах, {\displaystyle {\boldsymbol {\alpha }}} — центральный угол в радианах, {\displaystyle L} — длина дуги сектора.
- Высота конуса с боковой поверхностью, образованной сектором: {\displaystyle h={\sqrt {r^{2}-\left({\frac {L}{2\pi }}\right)^{2}}}}